# 地毯式轰炸

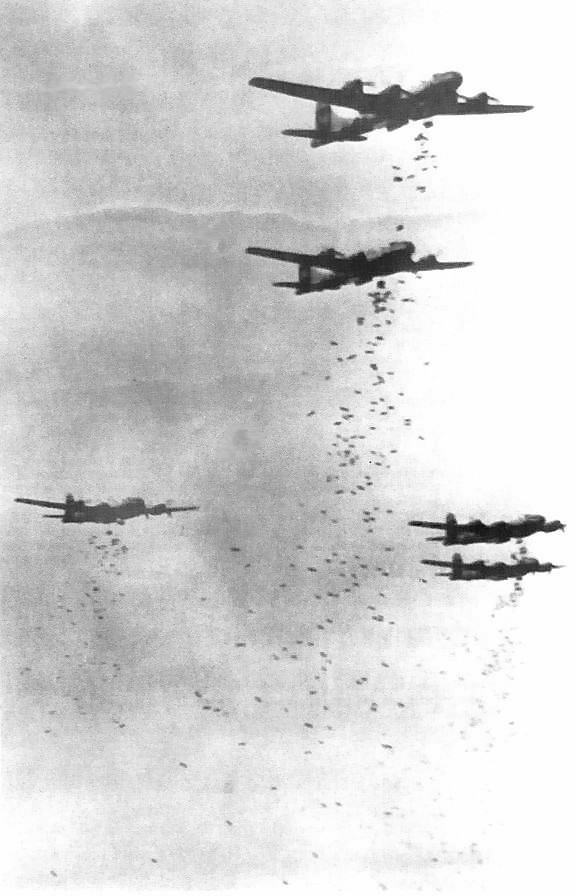
二战东京大轰炸期间正在投弹的美国B-29轰炸机

地毯式轰炸，也称为无差别轰炸，是指像在地板上铺地毯一样地使用大量的无制导炸弹覆盖轰炸某一地域，杀伤和摧毁该地域的人员、装备。為达成打击对方的士气和战争潜力这一战略目的，有時會對人口或工业聚集区進行地毯式轰炸。

## 概述

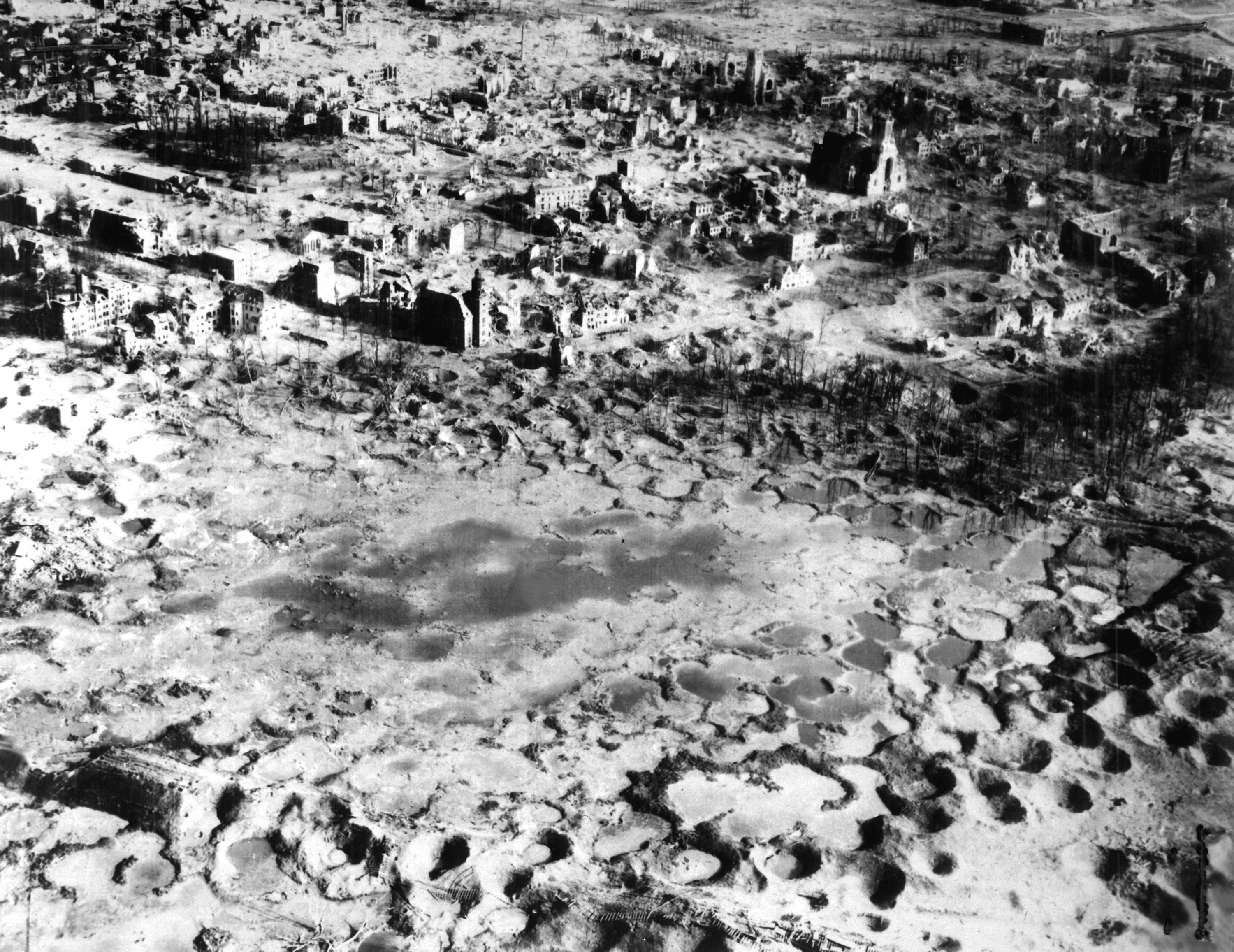
1945年，韦塞尔97%的建築設施被地毯式轰炸摧毁

意大利军事家杜黑在其20世纪20年代发表的书籍《制空权》中写道，用空军轰炸敌人的军事、工业、政治和人口中心，就能迫使使敌方屈服。这一理论在1937年的西班牙内战首次被测试，纳粹德国派出的秃鹰军团对格尔尼卡作出地毯式轰炸，这一轰炸被毕加索用艺术手法描绘在同名作品中。西班牙内战中的埃尔马苏科战役则可能是首次针对纯军事目标的地毯式轰炸。
第二次世界大战期间，交战国多次使用轰炸机对敌方控制下的城市作出地毯式轰炸。同时，也在战术层面上使用地毯式轰炸，作为空中支援的手段。如1944年在法国北部的眼鏡蛇行動中，盟军轰炸机对德国部队作出地毯式轰炸。
一般来说，地毯式轰炸是通过众多轰炸机的投弹来完成。但如果目标地域较小，使用单架载弹量较大的轰炸机，如B-52战略轰炸机，也能达到地毯式轰炸的效果。此外，大规模炮兵火力，尤其是多联装火箭炮的攻击效果也与地毯式轰炸相似，如八二三炮戰時中華人民共和國解放軍對金門的無差別砲擊，以及中華民國國軍對廈門使用大口徑火炮的報復砲擊。
针对城市的地毯式轰炸会造成大量的平民伤亡，可能被视为不道德的战争方式甚至被视作战争犯罪。更重要的是由于制导武器的发展，使地毯式轰炸在今天更多地被精确打击所代替；此外，由於戰略核武器的出現，只要一枚核彈就可以將中小型城市或軍事設施徹底夷平，遠比傳統地毯式轟炸來得有效率、更具威脅性且較不容易任務失敗。

## 第二次世界大战中的地毯式轰炸
1938年2月18日至1943年8月23日，日军对重庆断续作出长达5年半的轰炸。造成了10,000人以上的伤亡和超过17,600幢房屋被毁。在太平洋战争中，美军主要由B-29戰略轰炸机使用燃烧弹对日本城市地毯式轰炸，在9个月中将大多数城市摧毁，造成了超过58万日本平民死亡。
纳粹德国空军曾在进攻波兰和荷兰的行动中作出地毯式轰炸，在不列颠空战后期也曾轰炸伦敦等城市。而英国皇家空军轰炸机部队更注重以地毯式轰炸打击德国的士气。执行轰炸任务的机群一般排成V字形，在3到5秒内投下所有炸弹。这种方法非常有效，经常能摧毁整个城市或大片目标区域。装备有自卫火力很强的B-17轰炸机之美国第8航空队加入轰炸德国的行列后，可以不论昼夜式轰炸。例如在德累斯顿轰炸中，英国和美国的轰炸机分别在晚间和白天轰炸，几乎整个市中心被夷为平地，同时造成了大量的平民伤亡。

## 二战之后的地毯式轰炸
美軍曾在1950年韓國的釜山環形防禦圈戰役中對倭館地區作出全面式地毯式轟擊戰，越南战争中又对北越城市作地毯式轰炸；後來在波斯灣戰爭期間，美軍的B-52機隊也發動了對伊拉克的地毯式空襲。
除了傳統空投炸彈外，空投集束炸彈也能對小規模區域實施地毯式轟炸，但也被認為是容易造成濫殺的不人道武器而被大部份國家限制使用。

## 地毯式轰炸与国际法
1899年海牙第二公约（陆战法规和惯例公约）虽未提及地毯式轰炸，但其第25条规定：“禁止攻击或轰击不设防的城镇、村庄、住所和建筑物。”1977年日内瓦四公约关于保护国际性武装冲突受难者的附加议定书（第一议定书）第51条禁止以下行为：
- 不以特定军事目标为对象的攻击；
- 使用不能以特定军事目标为对象的作战方法、手段；
- 使用任何将平民或民用物体集中的城镇、乡村或其他地区内许多分散而独立的军事目标视为单一的军事目标的方法或手段攻击；
- 可能附带使平民生命受损失、平民受伤害、平民物体受损害、或三种情形均有而且与预期的具体和直接军事利益相比损害过分的攻击。